# ماريان دينو
ماريان دينو (بالرومانية: Marian Dinu)‏ (15 أغسطس 1965 بأدامكليسي في رومانيا - ) هو مدرب كرة قدم ولاعب كرة قدم روماني في مركز الدفاع. لعب مع FC Callatis Mangalia ‏ ونادي فارول كونستانتسا.

## وصلات خارجية
- ماريان دينو على موقع قاعدة بيانات كرة القدم.إي يو (الإنجليزية)